# Bukit Kerikil
Bukit Kerikil is een bestuurslaag in het regentschap Bengkalis van de provincie Riau, Indonesië. Bukit Kerikil telt 5014 inwoners (volkstelling 2010).